# Любичев (остров)
Любичев — самый большой на Украине (площадь более 4500 га) речной остров, расположенный на границе Броварского и Вышгородского районов Киевской и Козелецкого района Черниговской области. Омывается водами Десны и её протоки Любича.

## История
Археологические исследования на острове пока не проводились, однако известны единичные находки материалов культуры ямочно-гребенчатой керамики.
Любичев ещё в давние времена служил природным убежищем от вражеских нападений для местного населения. В новейшие времена, во время «зачистки территории» отступающими немецкими войсками осенью 1943 г., сюда бежали жители охваченных пламенем близлежащих деревень.

## Природа и экология
С давних времен Любичев не заселён. Из-за песчаных почв, большого количества небольших водоемов (озёра Утянка и др.) и заболоченности территория острова малопригодна для земледелия. Здесь пасли скот, заготавливали сено, охотились и рыбачили, строили мельницы.
Природа острова уникальна. 220 видов высших сосудистых растений. 63 вида птиц, 8 — млекопитающих, 5 — земноводных, 2 — пресмыкающихся. Некоторые из них внесены в Красную книгу Украины, Международный Красный список, находятся под охраной Бернской и Боннской конвенций.
Любичев расположен в пределах Деснянского пролетного пути птиц во время сезонных миграций.
В 2005—2007 годах в рамках совместной экспедиции в пойму Десны остров Любичей обследован сотрудниками Института зоологии НАН Украины, Национального экологического центра Украины, Киевского университета и Благотворительного фонда «Киевская ландшафтная инициатива». Специалисты пришли к выводу, что пойма Десны находится в естественном состоянии, и инициировали разработку концепции создания на её территории национального природного парка с рабочим названием «Подесение»